# Quảng Tín
Quảng Tín is een voormalige provincie in Zuid-Vietnam en de Republiek Zuid-Vietnam. Quảng Tín lag in de regio, dat ook wel bekendstaat als Nam Trung Bộ.
Quảng Tín is opgericht op 31 juli 1962, als de provincie Quảng Đà wordt gesplitst in Quảng Nam en Quảng Tín. De provincie heeft bestaan tot 2 juli 1976, de dag dat Noord-Vietnam en de Republiek Zuid-Vietnam werden herenigd tot Vietnam. Quảng Tín en Quảng Nam werden samengevoegd tot de provincie Quảng Nam-Đà Nẵng.
Quảng Tín bestond uit de  de stad Tam Kỳ en de districten Thăng Bình, Lý Tín, Tiên Phước, Hậu Đức en Hiệp Đức.